# Mitsuhiro Amagai
Mitsuhiro Amagai (jap. 天谷満博 Amagai Mitsuhiro; ur. 28 marca 1974) – japoński zapaśnik walczący w stylu wolnym. Wicemistrz igrzysk Azji Wschodniej w 2001, a także świata juniorów w 1992 roku.